# Charles Wadsworth
Charles Wadsworth (Newnan, Georgia, 21 de mayo de 1929-29 de mayo de 2025) fue un pianista y promotor musical estadounidense que logró reconocimiento internacional. 

## Biografía
Charles Wadsworth nació en Newnan, Georgia. Como creador y director artístico fundador de The Chamber Music Society of Lincoln Center (Sociedad de Música de Cámara), dirigió veinte aclamadas temporadas dándole una popularidad sin precedentes a la música de cámara. Comisionó la creación de 65 obras de este género a compositores consagrados como Pierre Boulez, Samuel Barber y Leonard Bernstein, así como a compositores nuevos incluyendo a John Corigliano y William Bolcom. En sus conciertos presentó a artistas como Beverly Sills, Dietrich Fischer-Dieskau y André Watts así como Richard Goode, Yo-Yo Ma, Pinchas Zukerman y Jessye Norman. La variedad del repertorio que produjo y su preparación inmoderada, inspiraron a una generación de virtuosos para que interpretaran la música de cámara y promovieran la creación de festivales dedicados a ella en todo el mundo. Interpretó en la Casa Blanca en Washington D. C. para los presidentes Kennedy, Nixon, Ford, Carter y Reagan. 
El maestro Wadsworth es el director artístico de los conciertos "Musical Masterworks" en Old Lyme, Connecticut y las series de conciertos de música de cámara en Beaufort, Columbia, Hilton Head y Camden, Carolina del Sur. Se presenta con su grupo de música de cámara de Spoleto USA. En 2007 se convirtió en director artístico del primer Cartagena Festival Internacional de Música. Creador de los Conciertos de Mediodía (Concerti di Mezzogiorno) en el Festival de Dos Mundos en Spoleto, Italia. Inició las temporadas de conciertos de música de cámara del Festival Spoleto USA en Charleston, Carolina del Sur, las cuales dirigió hasta 2009.

## Premios y reconocimientos
El maestro Wadsworth ha recibido los siguientes reconocimientos a sus logros:
- La condecoración de Caballero de la Orden de las Artes y las Letras en Francia.
- La condecoración de Caballero Oficial de la Orden del Mérito en Italia.
- "Medallón Händel", otorgado por la Ciudad de Nueva York.
- En 2007 recibió el premio "Colombia es Pasión", otorgado en el marco del Cartagena Festival en reconocimiento a la labor que inició por los jóvenes músicos y el desarrollo cultural de Colombia.
- Asimismo ha recibido doctorados honorarios de la Universidad de Carolina del Sur, del Converse College y del Connecticut College.

La ciudad de Newnan donde nació, lo honró al renovar el auditorio municipal art déco de la ciudad y renombrarlo como el “Auditorio Charles Wadsworth”. En este auditorio ha ofrecido conciertos anualmente desde 1990.